# Leerstelle

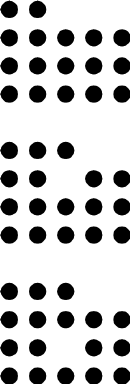
Schematische Darstellung der Leerstellenbildung an einer Oberfläche

Eine Leerstelle (englisch vacancy) ist in der Kristallographie ein Platz in der regelmäßigen Anordnung von Atomen, Ionen oder Molekülen im Kristallgitter, der unbesetzt ist. Leerstellen entstehen bei der Kristallbildung selbst, werden aber auch durch nachträgliche Beeinflussungen des Kristalls beispielsweise durch Temperaturänderungen, Radioaktivität oder andere Strahlungsarten verursacht.
Durch die Leerstelle wird die perfekte Translationssymmetrie im Kristall gebrochen. Leerstellen gehören deshalb zu den Kristalldefekten (Gitterfehler). Genauer gesagt handelt es sich um Punktdefekte, weil nur punktuelle Veränderungen im Kristall auftreten (im Gegensatz zu Versetzungen, Korngrenzen und Stapelfehlern).
Da Ionenkristalle zur Ladungsneutralität gezwungen sind, kann es hier nicht zu einem Einzeldefekt kommen.
Stattdessen können Leerstellen in Ionenkristallen durch Schottky-Defekte oder Frenkel-Defekte entstehen.

## Physikalische Wirkungen
Leerstellen können die physikalischen Eigenschaften eines Kristalls stark verändern. So ist z. B. vollständig besetztes Yttrium-Barium-Kupferoxid (YBa2Cu3O8) ein normales Perowskit ohne Besonderheiten. Gibt es aber Leerstellen (YBa2Cu3O7-x), so wird daraus ein Hochtemperatursupraleiter.

## Historisches
Die Existenz von Leerstellen war bis zur Mitte des 20. Jahrhunderts unbestätigt und umstritten. Erst nach Ernest Kirkendalls Veröffentlichung von 1947, die den heute nach Kirkendall benannten Effekt beschrieb, wurde die Fachwelt darauf aufmerksam, dass dieser mit Diffusionsmechanismen ohne Leerstellen nur schwer zu vereinbaren ist. Ab 1950 begann sich dann die Erkenntnis durchzusetzen, dass Leerstellen zur Erklärung der Diffusion unverzichtbar sind und dass sie eine bedeutende Rolle in Festkörpern spielen können.

## Nachweis
Der Nachweis von Leerstellen und die Bestimmung ihrer Konzentration ist u. a. mit Hilfe der Bestimmung der Lebensdauer von Positronen möglich. Diese diffundieren durch den Kristall und suchen nach Leerstellen, in denen sie sich bedingt durch das Potential bevorzugt aufhalten: da in solchen Leerstellen die Elektronendichte niedriger ist als im umgebenden Kristall, wird dort die Lebensdauer der Positronen nämlich verlängert. Mit Hilfe der Messung der emittierten Strahlung kann also der Ort der Leerstelle bestimmt und durch die Lebensdauermessung die Größe der Leerstelle abgeschätzt werden.
Eine weitere sehr weit verbreitete Methode stellt die Ätzungsmethode da. Dabei wird das Schliffbild eines Kristalls geätzt und die Versetzungen treten an der Oberfläche als charakteristische Lücken auf. Da sich je nach Ebene, auf die die Ätzung angewandt wird, unterschiedlich geformte Lücken ergeben, kann man anhand dieses Verfahrens die Orientierung des Kristalls feststellen.